# 沙坪ハ駅
沙坪垻駅（さへいは-えき、簡体字: 沙坪坝站; 繁体字: 沙坪垻站）は、中華人民共和国重慶市沙坪垻区小竜坎街道にある、中国鉄路総公司（CR）成都鉄路局と重慶軌道交通の駅である

## 中国鉄路総公司
沙坪垻駅（さへいは-えき、簡体字: 沙坪坝站; 繁体字: 沙坪垻站）は、中華人民共和国重慶市沙坪垻区小竜坎街道にある、中国鉄路総公司（CR）成都鉄路局が管轄する駅である。

### 歴史

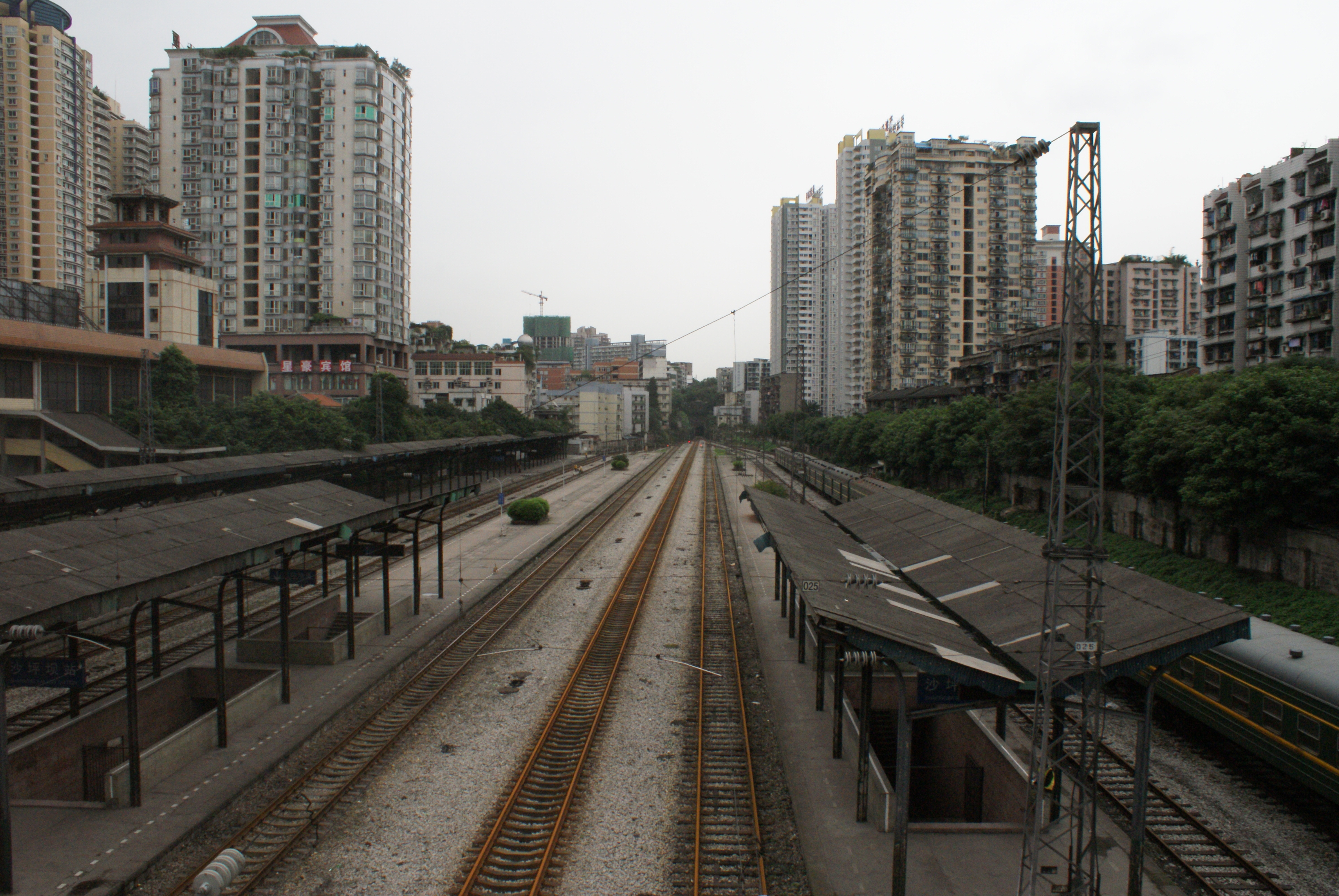
工事前の旧沙坪垻駅（2008年）

1979年開業。2011年に駅を閉鎖して、地下に移設する工事を行った。駅の上部には大規模な商業施設が建設された。2018年、営業を再開した。

### 駅構造

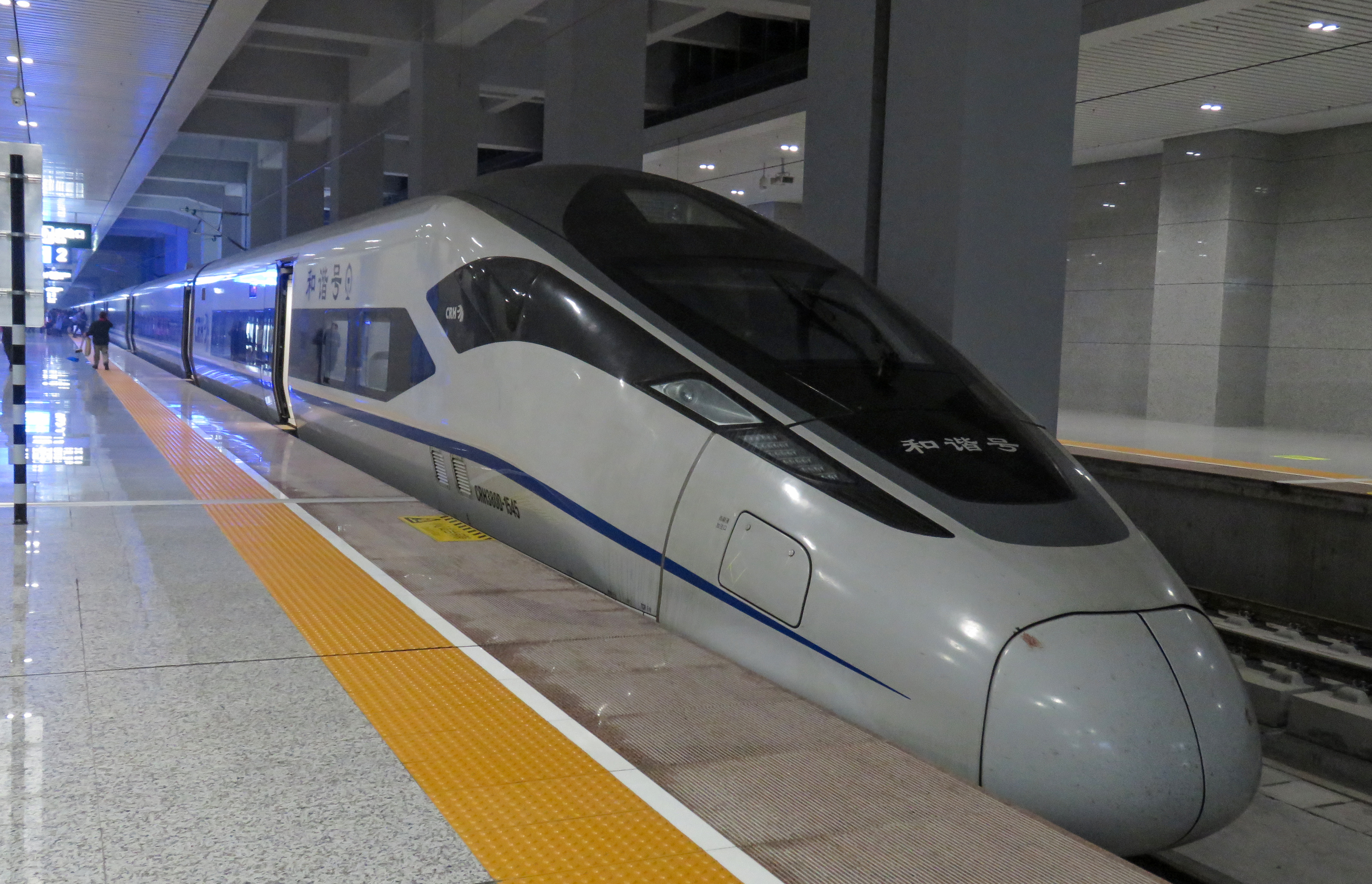
CRH380DEMU

地下2階に3面7線の乗り場があるが 2線は通過線である

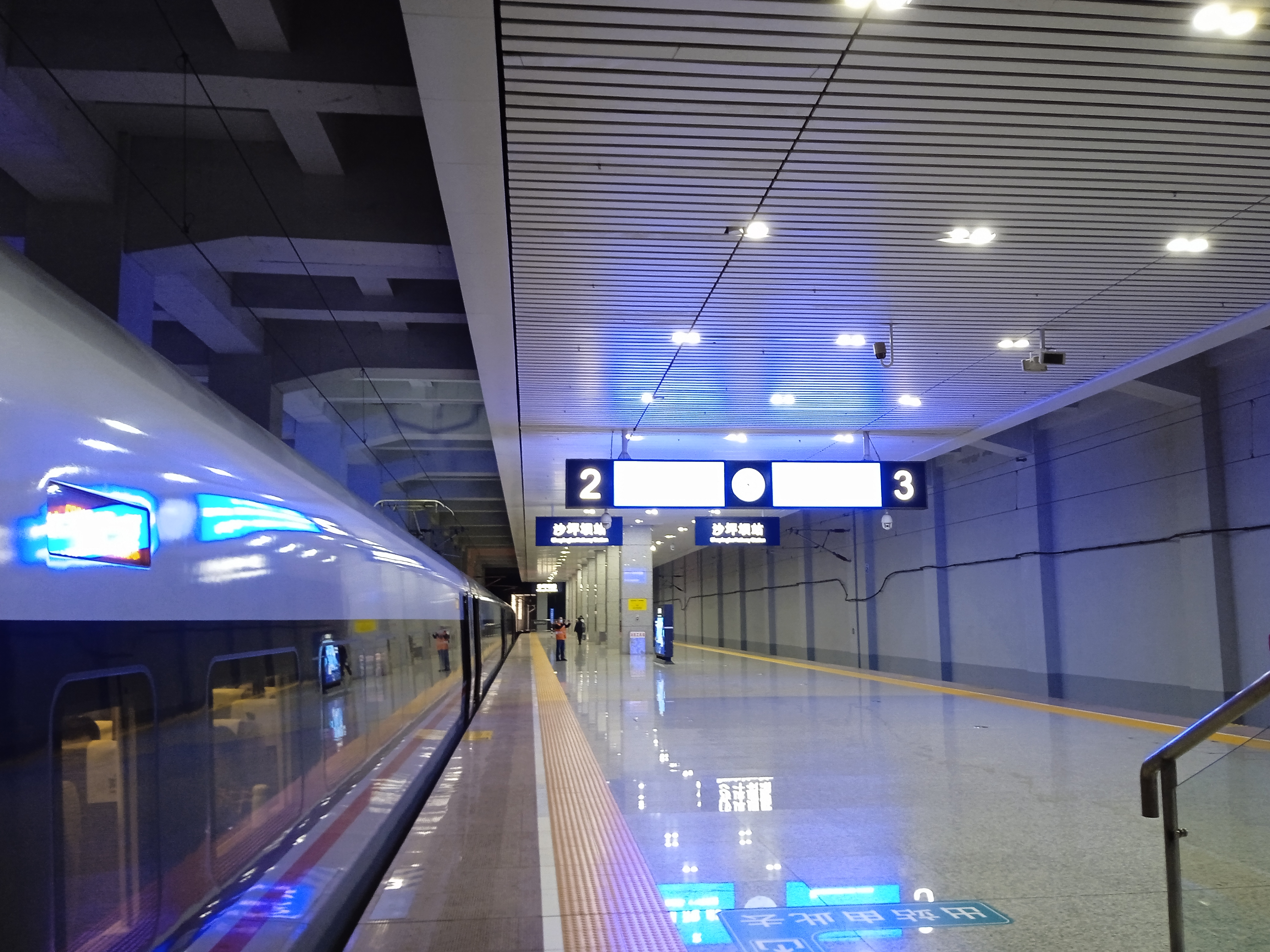
ホーム

| 番線 | 路線       | 行き先     |
| ---- | ---------- | ---------- |
| 1    | 成都鉄路局 | 重慶方面   |
| 2    | 成都鉄路局 | 重慶方面   |
| 3    | 成都鉄路局 | 重慶方面   |
| 4    | 成都鉄路局 | 成都東方面 |
| 5    | 成都鉄路局 | 成都東方面 |

- ホーム

## 重慶軌道交通
沙坪垻駅は中華人民共和国重慶市沙坪垻区に位置する重慶軌道交通1号線と9号線と環状線の駅である。

### 歴史
- 2011年7月28日 1号線開業
- 2018年12月28日 環状線開業
- 2022年1月25日 9号線開業

### 駅構造
3路線とも島式ホームである

### 1号線
| 至朝天門 | ←      | 上り | ← |        |
|          | ホーム |      |   |        |
|          | →      | 下り | → | 至璧山 |

### 9号線
| 至高灘岩 | ←      | 上り | ← |          |
|          | ホーム |      |   |          |
|          | →      | 下り | → | 至花石溝 |

### 環状線
| 至重慶西 | ←      | 上り | ← |          |
|          | ホーム |      |   |          |
|          | →      | 下り | → | 至重慶西 |

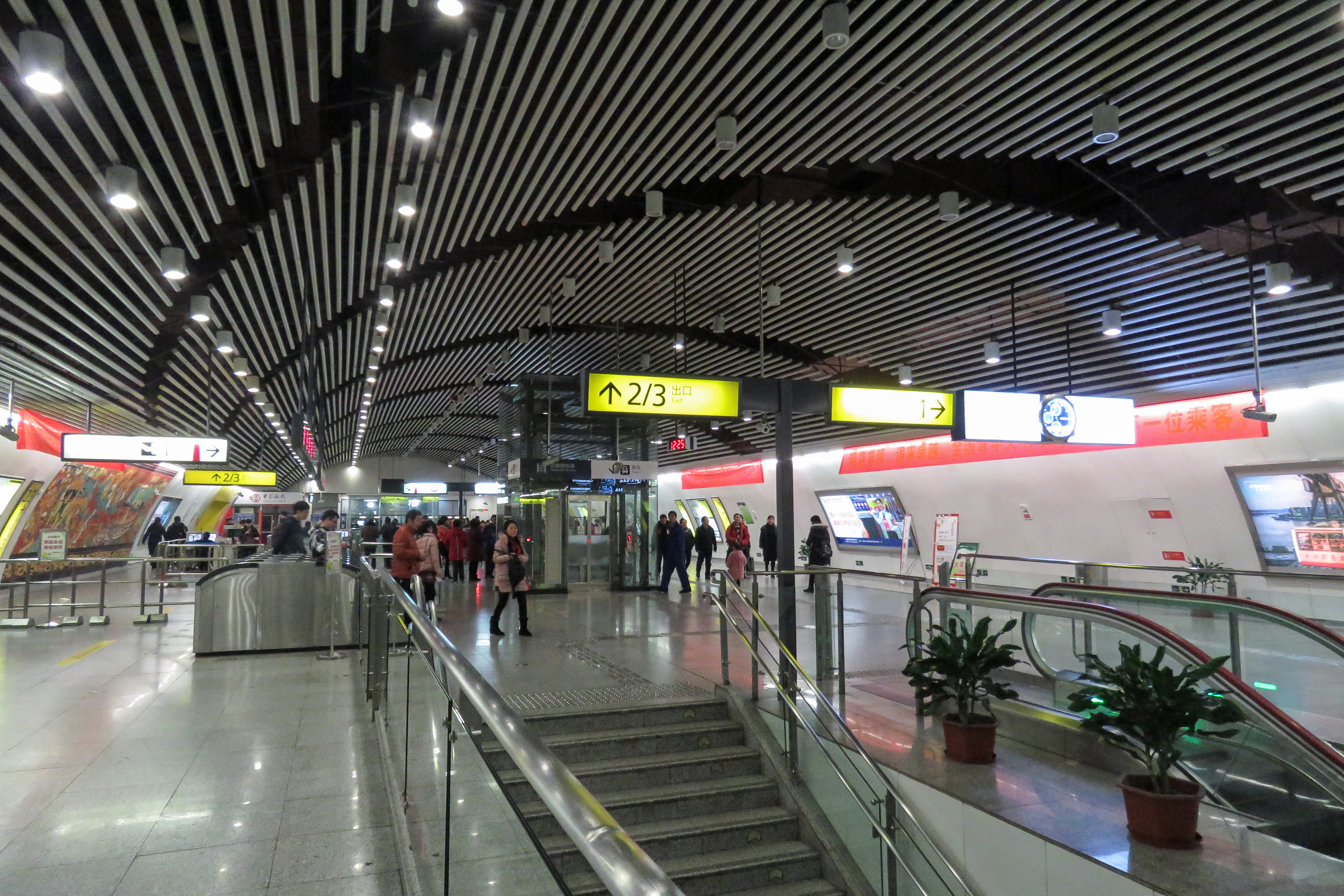
改札口
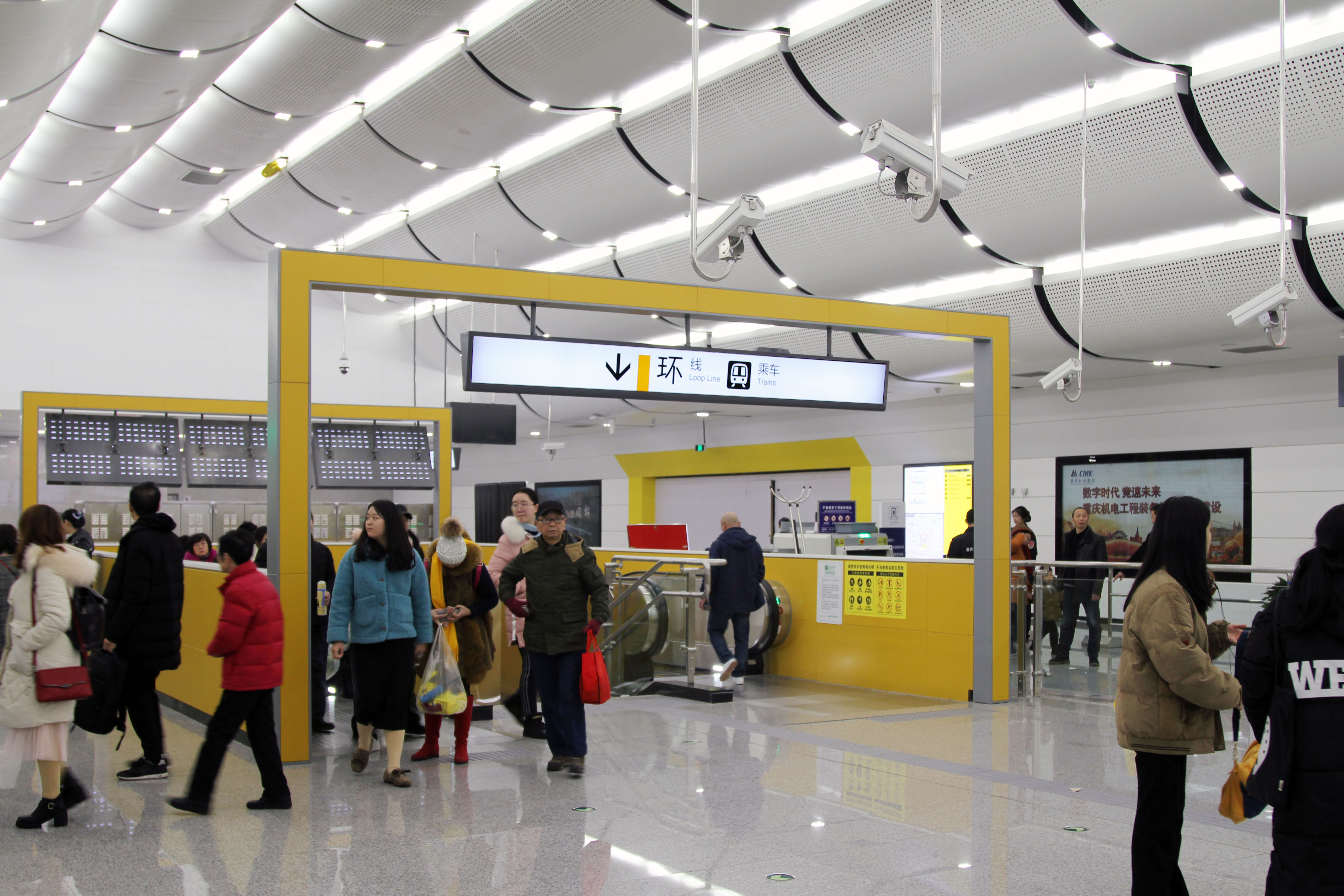
改札口
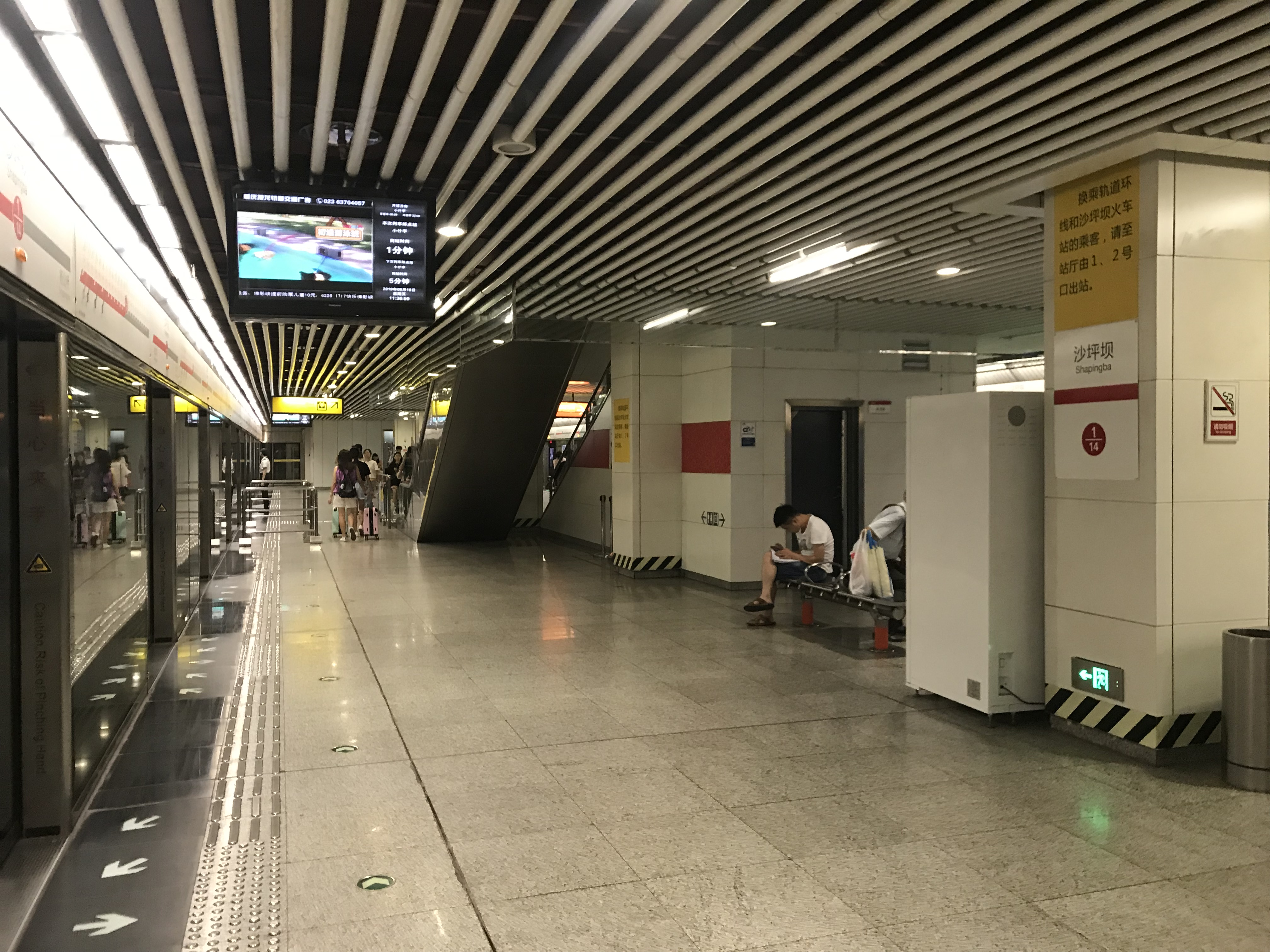
1号線ホーム
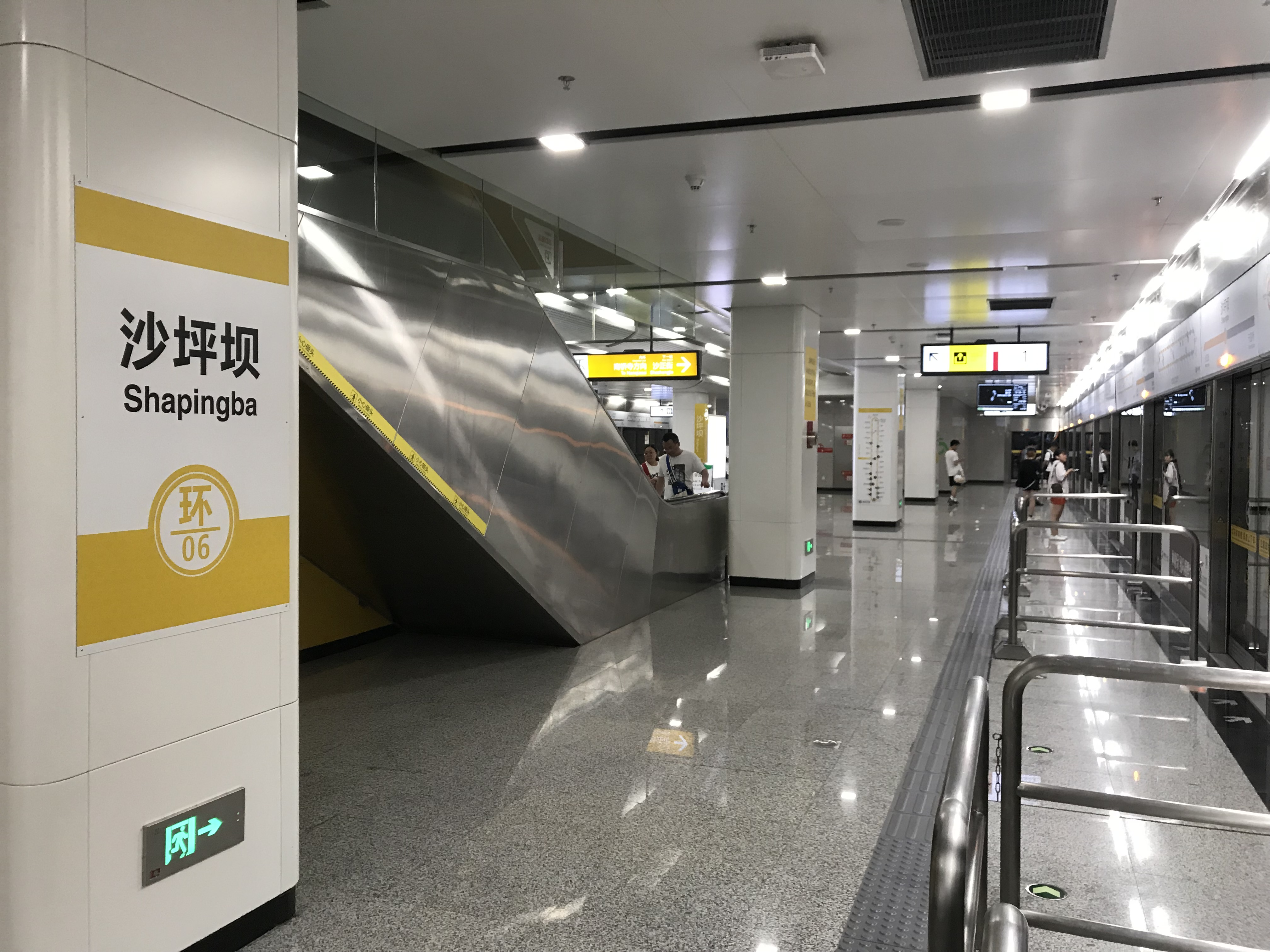
環状線ホーム

## 隣の駅
| 重慶軌道交通1号線  | 重慶軌道交通1号線 | 重慶軌道交通1号線 |
| ------------------ | ----------------- | ----------------- |
| 小龍坎 朝天門方面  |                   | 楊公橋 璧山方面   |
| 重慶軌道交通9号線  |                   |                   |
| 天梨路 高灘岩方面  |                   | 小龍坎 花石溝方面 |
| 重慶軌道交通環状線 |                   |                   |
| 天星橋 外回り      |                   | 重慶大学 内回り   |